# (36771) 2000 RD97
2000 RD97 (asteroide 36771) é um asteroide da cintura principal. Possui uma excentricidade de 0.14104080 e uma inclinação de 20.79687º.
Este asteroide foi descoberto no dia 5 de setembro de 2000 por LONEOS em Anderson Mesa.